# Zoo Tycoon
Zoo Tycoon és un videojoc de simulació econòmica desenvolupat per Blue Fang Games i llançat per Microsoft Game Studios. El jugador representa un tycoon i ha de controlar un zoo, intentant aconseguir beneficis. Encara que es va llançar originalment per a Microsoft Windows i Apple Macintosh el 2001, el 2005 es va llançar per la Nintendo DS. Després de l'original, se'n van fer dues expansions, Zoo Tycoon: Dinosaur Digs i Zoo Tycoon: Marine Mania, que van ser llançats el 2002. El 2004, després de l'èxit de Zoo Tycoon, es va crear el Zoo Tycoon 2.

## Joc
L'objectiu del Zoo Tycoon és crear un zoo pròsper construint instal·lacions ben fetes pels animals i fent contents als visitants. La construcció d'instal·lacions és l'objectiu principal. Per mantenir els animals contents, les instal·lacions han de ser adequades pels animals: per exemple, el terreny principal d'un lleó és la sabana., el d'un dromedari és el desert. Per mantenir els visitants contents, s'han de construir alguns edificis, tant per lleure (teatre, cinema) com per satisfer les seves necessitats (restaurant). Al principi, hi ha pocs animals i edificis disponibles. A mesura que passa el temps, si el jugador inverteix en recerca, en pot desbloquejar més.
Al Zoo Tycoon, hi ha tres modes de joc: tutorial, escenari, i lliure.
- El tutorial explica al jugador com construir instal·lacions i fer els visitants contents.
- En el mode escenari, el jugador ha de complir uns objectius. Alguns d'aquests objectius poden ser aconseguir un nombre d'instal·lacions, o un nivell mínim de valoració del zoo. En alguns escenaris hi ha un màxim de temps. Quan s'aconsegueixen alguns escenaris fàcils, se'n desbloquegen de més difícils.[5] Hi ha 25 escenaris disponibles al Zoo Tycoon, tot i que les expansions (Marine Mania i Dinosaur Digs) n'inclouen més.[6]
- En el mode lliure, el jugador pot escollir els diners amb els quals comença i un dels 28 mapes on jugar.

## Història
| Nom           | Llançament           | Versió |
| ------------- | -------------------- | ------ |
| Dinosaur Digs | 19 de maig de 2002   | 1.2    |
| Marine Mania  | 17 d'octubre de 2002 | 1.3    |

El Zoo Tycoon es va crear després de l'èxit del joc de Hasbro Interactive RollerCoaster Tycoon (1999). Després de Zoo Tycoon, se'n van crear dues expansions: Zoo Tycoon: Dinosaur Digs, que afegia animals i elements prehistòrics, i Zoo Tycoon: Marine Mania, que afegia animals i animals aquàtics. També es va fer una altra expansió, Endangered Species, disponible lliurement des de la web de Microsoft. El 2003, Microsoft va unir les expansions, i es va crear Zoo Tycoon Complete Collection, que incloïa tots els elements de les expansions i contingut addicional.
Zoo Tycoon 2 va ser llançat el novembre del 2004. Tot i que es va llançar amb menys animals que Zoo Tycoon, es van introduir més animals a les expansions: Zoo Tycoon 2: Extinct Animals, Zoo Tycoon 2: Marine Mania, Zoo Tycoon 2: Endangered Species, i Zoo Tycoon 2: African Adventure. Les últimes dues es van ajuntar a Zoo Tycoon 2: Zookeeper Collection.
El 2005, es va llançar una versió per la Nintendo DS.

## Animals
| - Zebra comuna - Gasela de Thomson - Girafa - Lleó - Babuí anubis - Nyu - Hipopòtam - Rinoceront negre - Lleopard | - Facoquer africà - Elefant africà - Guepard - Hiena tacada - Estruç - Búfal africà - Flamenc rosat - Cangur vermell - Bisó americà | - Ant - Ós negre americà - Ós grizzly - Llop - Tigre siberià - Tigre blanc - Pantera negra - Goril·la occidental - Okapi | - Tigre de Bengala - Ximpanzé - Jaguar - Mandril - Pantera nebulosa - Formiguer gegant - Pantera de les neus - Panda gegant - Mufló de les muntanyes Rocoses | - Cabra dels Alps - Marjor - Dromedari - Òrix del Cap - Cocodril marí - Lleó marí de les Galápagos - Ós polar - Pingüí emperador - Llop àrtic |

## Animals addicionals
| - Gos salvatge africà - Antílop negre - Bongo - Elefant asiàtic - Llama | - Ós negre asiàtic - Puma - Yeti - Ren - Cavall de Przewalski - Llop mexicà | - Serau del Japó - Bigfoot - Orangutan de Borneo - Tapir asiàtic - Rinoceront de Java - Dragó de Komodo |

## Recepció
| Publicació    | Valoració    | Comentaris            |
| ------------- | ------------ | --------------------- |
| IGN           | 6,9 sobre 10 | Acceptable            |
| GameSpot      | 7,1 sobre 10 | Bo                    |
| GameSpy       | 67 sobre 100 |                       |
| Metacritic    | 68%          | Basat en 18 crítiques |
| Game Rankings | 70,1%        |                       |

Zoo Tycoon va ser rebut amb crítiques barrejades, amb una mitjana de 68 sobre 100 a Metacritic. Les crítiques de Computer Games Magazine i GameZone van ser positives, amb resultats de 4,5 sobre 5 i 8 sobre 10, respectivament. Les crítiques més negatives van venir d'Adrenaline Vault i PC Gamer.
Comercialment, Zoo Tycoon va vendre força, amb 4 milions d'unitats venudes arreu del món des del seu llançament inicial fins al 2004. També va ser un dels millors 15 jocs per a PC als Estats Units.
Zoo Tycoon i Zoo Tycoon Complete Collection també van rebre força premis, guanyant el Bologna New Media Prize el 2002. Zoo Tycoon: Complete Collection va rebre el Parents' Choice Foundation Gold Award del 2003, l'AIAS Computer Family Title of the Year Interactive Achievement Award del 2004, l'Scholastic Parent & Child Teacher's Pick del 2004, i el Children's Software Revue All Star Award del 2004.